# MC딩동
MC딩동(본명 : 허용운, 1979년 5월 5일 ~ )은 대한민국의 희극 배우이자 방송MC이다. 각종 쇼케이스와 행사에서 MC로 활약하며, 사전 MC계의 유재석으로 유명하다.

## 생애
2003년 연극배우 첫 데뷔하였고 2005년 뮤지컬 배우 데뷔하였으며 2007년 SBS 서울방송 공채 9기 개그맨으로 정식 데뷔하였다.

## 출연작

### 방송
- SBS 《웃찾사》
- SBS 《한밤의 TV연예》
- KBS2 《불후의 명곡 - 전설을 노래하다》
- KBS 《출동! 안전지대》
- MBC QUEEN 《토크콘서트 퀸》
- tvN 《SNL 코리아》
- KBS2 《유희열의 스케치북》 MC (사전 진행)
- 2019년 MBC 《황금어장 라디오스타》 4월 10일 게스트
- 2019년 채널A 《행복한 아침》 4월 24일 게스트

### 드라마
- 2012년 KBS2 《넝쿨째 굴러온 당신》 - 클럽 사회자 역
- 2019년 tvN 《진심이 닿다》

## 논란
2022년 2월 17일 오후 9시 30분께 만취 상태로 차를 몰다가 성북구 하월곡동 인근에서 경찰에 적발됐으나 정차 요구에 응하지 않고 그대로 도주했다가 약 4시간 뒤인 2월 18일 오전 2시께 검거되어 도로교통법 위반(음주운전)과 공무집행방해 등 혐의로 입건됐다.
음주측정 결과 MC딩동의 혈중알코올농도는 면허 취소 수준(0.08％ 이상)이었던 것으로 알려졌다. 경찰은 음주 측정 뒤 MC딩동을 귀가시켰으며, 조만간 다시 불러 자세한 범행 경위를 조사할 방침이다.